# هینکلی
latitudeهینکلیlongitudeهینکلی
هینکلی (به انگلیسی: Hinckley) یک شهرک در بریتانیا است که در انگلستان واقع شده‌است.

## خصوصیات
هینکلی ۴۳٬۲۴۶ نفر جمعیت دارد.

## خواهرخوانده
شهرهای لو گراند کویی و هرفورد (آلمان) خواهرخوانده‌های هینکلی هستند.